# 몰개
몰개(학명: Squalidus japonicus)는 몸이 짧은 민물고기이다. 물의 속도가 느린 하천 중하류나 저수지에 무리를 지어 산다. 잡식성이고, 수질오염에 비교적 잘 견딘다. 눈은 크다. 바닥에 모래와 수초가 있는 물 흐름이 느린 하천의 수면 가까이에서 떼를 지어 헤엄쳐 다닌다. 